# Columna Peire
La Columna Peire va ser una unitat de milícies que va operar al començament de la Guerra civil espanyola.

## Historial
Va ser creada a mitjan setembre de 1936 pel tinent coronel Primitivo Peire Cabaleiro, que a l'inici de la contesa manava un batalló de metralladores a Castelló de la Plana i la decidida actitud de les quals havia impedit qualsevol conat de revolta. En un començament se la va denominar com a «columna núm. 4». Formada inicialment per militars professionals (uns 700 homes), posteriorment se li van afegir petites milícies de partits —amb petits grups del POUM o d'Esquerra Republicana—; a la fi de 1936 el nombre d'efectius de la columna era d'uns 2000 homes, comptant en la rereguarda amb una reserva de 1100 homes més.
Al començament d'octubre la columna va marxar al front de batalla a bord de dos trens que van sortir de València. Es va situar inicialment entre Conca i Terol, traslladant-se posteriorment a la zona del riu Alfambra. En comparació amb altres columnes milicianes, la «Peire» disposava d'una bona dotació d'armament. Va arribar a participar en diverses ofensives limitades al sector de Terol. A la fi d'octubre el comandament de la columna va passar al capità Isidoro Serrano.
La columna va desaparèixer a la fi de 1936, formant el nucli de la 22a Brigada Mixta.